# Flandria grófjainak listája

A flamand grófok címere

A Flandria grófja vagy a flamand gróf (angol: Counts of Flanders, holland: Graaf van Vlaanderen, francia: Comté de Flandre) középkori nemesi cím, a németalföldi Flamand grófság urainak örökletes címe a 9. századtól kezdve.
Bár a cím legelső birtokosait, I. Arnulftól kezdve, időnként mint Flandria márkiját is említették, az alternatív megnevezést a 12. sz.-tól már nem használták. Ettől fogva Flandria urait mindig a grófi cím illette meg.
A flamand grófok az uralmuk alatt álló területeket ügyes diplomáciai fogásokkal növelték: a korábban független Hainaut, Namur, Béthune, Nevers, Auxerre, Rethel, Burgundia és Artois grófságok mind az uradalmak örökösnőivel kötött előnyös házasságok révén kerültek Flandria uralma alá. A sors iróniája, hogy Flandria is így vesztette el önállóságát: III. Male-i Margit és II. Fülöp burgundi herceg házassága révén Flandria a Burgundi Hercegség része lett 1405-ben.
Tényleges uralmuknak 1790-ben a francia forradalom nyomán betörő francia csapatok vetettek véget, de a flamand grófi cím utána is fennmaradt.

## Flandria grófjainak listája

### Örökletes uralkodók

#### AMorini-ház[1]
| Uralkodó                   | Uralkodott                | Megjegyzés |
| -------------------------- | ------------------------- | ---------- |
| I. Vaskarú Balduin (* 837) | gr.: 863, †879. január 2. |            |

I. Balduin feleségül vette Martell Juditot. Balduin grófi címét hivatalosan II. Kopasz Károly francia királytól kapta, ezért a flamand grófok jogilag a nyugat-frank királyok, illetve később a francia királyok hűbéreseinek számítottak.

#### AFlandria-ház
A Flandria-ház egyik oldalról a kelta eredetű Morini-ház, másrészt a germán eredetű, a Karoling-dinasztiával rokon Martel-házból származik.
| Uralkodó                        | Uralkodott                      | Megjegyzés |
| ------------------------------- | ------------------------------- | ---------- |
| II. Kopasz Balduin (* 863)      | gr.: 879, †918. szeptember 10.  |            |
| I. Nagy Arnulf (* 885)          | gr.: 918, †965. március 27.     |            |
| III. Balduin (* 940)            | gr.: 958, †962. január 1.       |            |
| II. Arnulf (* 961)              | gr.: 965, †988. március 30.     |            |
| IV. Szakállas Balduin (* 980)   | gr.: 988, †1035. május 30.      |            |
| V. Lille-i Balduin (* 1012)     | gr.: 1035, †1067. szeptember 1. |            |
| VI. Balduin (* 1030)            | gr.: 1067, †1070. július 17.    |            |
| III. Arnulf (* 1055)            | gr.: 1070, †1071. február 22.   |            |
| I. Fríz Róbert (* 1032)         | gr.: 1071, †1093. október 13.   |            |
| II. Jeruzsálemi Róbert (* 1065) | gr.: 1093, †1111. október 5.    |            |
| VII. Szekercés Balduin (* 1093) | gr.: 1111, †1119. július 17.    |            |

#### AKnýtling-ház
| Uralkodó              | Uralkodott                   | Megjegyzés |
| --------------------- | ---------------------------- | ---------- |
| I. Jó Károly (* 1084) | gr.: 1119, †1127. március 2. |            |

#### ANormann-ház
| Uralkodó                               | Uralkodott                   | Megjegyzés |
| -------------------------------------- | ---------------------------- | --- |
| I. Cliton Vilmos (* 1102. október 25.) | gr.: 1127, †1128. július 28. | Anglia és Normandia trónjának örököse, V. Balduin gróf dédunokája. I. Károly erőszakos halála után IV. Kövér Lajos francia király nevezte ki a flamand trónra. |

#### AzElzászi- vagy Metzi-ház
| Uralkodó                   | Uralkodott                        | Megjegyzés                                                                                     |
| -------------------------- | --------------------------------- | ---------------------------------------------------------------------------------------------- |
| I. Elzászi Thierry (*1099) | gr.: 1128, †1168. január 17.      | I. Robert unokája, akit szintén VI. Lajos helyezett a trónra pártfogoltja, Vilmos halála után. |
| I. Elzászi Fülöp (*1143)   | gr.: 1168, †1191. augusztus 1.    |                                                                                                |
| I. Elzászi Margit (*1145)  | gr.-nő: 1191, †1194. november 15. |                                                                                                |

#### AHainaut-ház
| Uralkodó                                       | Uralkodott                         | Megjegyzés                                            |
| ---------------------------------------------- | ---------------------------------- | ----------------------------------------------------- |
| VIII. Hainaut-i Balduin (*1150)                | gr.: 1191, †1195. december 17.     | I. Margit férje.                                      |
| IX. Konstantinápolyi Baldvin (*1172 júliusa)   | gr.: 1194, †1205. június 11.       | Az első latin császár.                                |
| I. Konstantinápolyi Johanna (*1199)            | gr.-nő: 1205, †1244. december 5.   |                                                       |
| Portugál Ferdinánd (*1188. március 24.)        | gr.: 1212, †1233. március 4.       | Johanna első férje és felesége jogán flamand gróf.    |
| Szavojai Tamás (*1199)                         | gr.: 1237–1244, †1259. február 7.  | Johanna második férje és felesége jogán flamand gróf. |
| II. Konstantinápolyi Margit (*1202. június 2.) | gr.: 1244–1278, †1280. február 10. | Johanna nővére                                        |

II. Margit második férje II. Dampierre Vilmos volt. 1244-ben Margit első házasságából származó gyermeke, Avesnes János bejelentette igényét Flandria és Hainaut grófságokra. Vele szemben állt anyja és féltestvére, Dampierre Vilmos. Az 1244–1256 között vívott flandriai és hainaut-i örökösödési háború során három nagyobb összecsapásra került sor a két fél között, annak ellenére, hogy IX. Lajos francia király 1246-ban Jánosnak adta Hainaut grófságot, Vilmosnak és anyjának pedig Flandriát. A háború ennek ellenére folytatódott, amíg 1254-ben a Szentföldről visszatérő Lajos arra nem kényszerítette mindkét felet, hogy tartsák be ítéletét.

#### ADampierre-ház
| Uralkodó                                | Uralkodott                        | Megjegyzés                                                  |
| --------------------------------------- | --------------------------------- | ----------------------------------------------------------- |
| II. Dampierre Vilmos (*1224)            | társ-gr.: 1246, †1251. június 6.  |                                                             |
| Damperre Guidó (*1226)                  | gr.: 1252, †1305. március 7.      | I. Vilmos öccse.                                            |
| III. Bethune Róbert (*1249)             | gr.: 1305, †1322. szeptember 17.  | Más néven: Flandria oroszlánja (the Lion of Flanders).      |
| I. Neversi Lajos (*1304)                | gr.: 1322, †1346. augusztus 26.   |                                                             |
| II. Male-i Lajos (*1330. október 25.)   | gr.: 1346, †1384. január 30.      |                                                             |
| III. Male-i Margit (*1350. április 13.) | gr.: 1384, †1405. március 16./21. | Lajos lánya és II. (Merész) Fülöp burgundi herceg felesége. |

#### ABurgundi-házvagyaValois-ház
- 1404–1419: Rettenthetetlen János,
- 1419–1467: Jó Fülöp,
- 1467–1477: Merész Károly burgundi herceg, II. Károly néven flamand herceg
- 1477–1482: I. Burgundi vagy Gazdag Mária, Merész Károly lánya, férje I. Miksa, utódja a házasságból született idősebb fia, Fülöp apja gyámsága alatt

#### AHabsburg-ház
- 1482–1506: IV. Fülöp flamand gróf, és házassága révén Kasztília királya
- 1506–1556: V. Károly német-római császár, Fülöp fia és I. Károly néven Kasztília és Aragónia királya

V. Károly 1556-ban lemondott trónjáról, de ezt megelőzően 1549-ben kihirdette a Pragmatica sanctiót, aminek értelmében a flandriai grófságot egyesítette a többi németalföldi tartománnyal. Amikor a Habsburg-birodalmat felosztotta örökösei között, a németalföldi tartományok a család spanyol ágának, II. Fülöp spanyol királynak jutottak.
- 1556–1598: II. Fülöp spanyol király, és III. Fülöp néven flamand gróf,
- 1598–1621: Izabella Klára Eugénia spanyol infánsnő, II. Fülöp lánya, férje VII. Albert osztrák herceg, akivel közösen kormányozták a Spanyol-Németalföldi tartományt,
- 1621–1665: IV. Fülöp spanyol király, Izabella unokatestvére, és halála után Németalföld kormányzója, flamand gróf,
- 1665–1700: II. Károly spanyol király, és II. Károly néven flamand gróf

Fülöp halála előtt másodunokatestvérét, XIV. Lajos francia király unokáját, Bourbon Fülöpöt jelölte ki örökösének. Az öröklést vitatták az osztrák Habsburgok és több európai nagyhatalom is, amivel meg akarta akadályozni a spanyol területek feletti francia befolyás megerősödését. A spanyol örökösödési háború néven ismert konfliktus során, 1706 és 1714 között Flandriát angol és holland csapatok foglalták el. 1713-ban az utrechti szerződés értelmében Flandria grófsága az osztrák Habsburgoknak jutott, míg a Bourbonok megtartották a spanyol királyságot.
- 1714–1740: VI. Károly német-római császár, III. Fülöp unokája,
- 1740–1780: Mária Terézia, Károly lánya és I. Ferenc német-római császár felesége,
- 1780–1790: II. József német-római császár, magyar király és I. József néven flamand gróf.
- 1790–1792: II. Lipót német-római császár és magyar király,

A francia forradalom következményeként kitört nemzetközi konfliktusban a francia sereg elfoglalta az osztrák-németalföldi tartományt, miután a jemappes-i csatában vereséget mértek az osztrák seregre 1792. november 6-án. Ezt követően a flamand grófság ténylegesen nem létezett, de Lipót leszármazottai továbbra is viselték a Flandria grófja címet, egészen IV. Károly trónra lépéséig
- 1792–1835: II. Ferenc német-római császár, 1804-től I. Ferenc néven osztrák császár,
- 1835–1848: I. Ferdinánd osztrák császár, V. Ferdinánd néven magyar és cseh király,
- 1848–1916: I. Ferenc József,

### Nem örökletes grófok
A francia forradalmat követő nemzetközi rendezés, azaz a bécsi kongresszus után megalakult az Egyesült Holland Királyság, amely magában foglalta a mai Belgium, illetve a flamand grófság területeit. I. Vilmos holland király felvette a „Belgák királya” címet. Az 1830-as belga forradalom két részre szakította királyságát és 1839 után, amikor hivatalosan is megalakult a Belga Királyság, már sem ő, se utódai nem tettek kísérletet a flamand grófi cím használatára.
A belga királyság megalakulását követően, 1831-től a Flandria grófja cím mindig a belga uralkodó kisebbik fiát illette meg.
A jelenlegi spanyol uralkodó, I. János Károly spanyol király is viseli a Flandria grófja címet, a Brabant hercege és Hainaut grófi címe mellett.

#### ASzász–Coburg–Gothai-ház
- Fülöp herceg, a Szász–Coburg–Gothai-ház tagja, I. Lipót belga király harmadik fia,
- Károly herceg, a Szász–Coburg–Gothai-ház tagja, II. Albert belga király második fia.